# Isla Wizard
La Isla Wizard (del inglés, isla Mago) es un cono de ceniza volcánica que forma una isla en el extremo oeste del Lago del Cráter en el Parque nacional del Lago del Cráter, Oregón. La cima de la isla alcanza 2113 metros (6932 pies) sobre el nivel del mar, aproximadamente 230 metros (755 pies) por encima de la superficie promedio del lago.
El cono está coronado por un cráter volcánico de unos 152,4 pies (50 m) de ancho y 30,5 metros (100 pies) de profundidad. En 1885 el cráter fue nombrado "Caldero de las Brujas" por William Gladstone Steel, quien también le dio su nombre a la isla Wizard al mismo tiempo. La superficie terrestre de la isla encima del lago es 315,85 acres (127,8 ha).j A poca distancia en el extremo opuesto del lago se encuentra otra isla, Phantom Ship.

## Formación
La isla Wizard se creó después de que el Monte Mazama, un gran complejo volcánico, entrara en erupción violentamente hace aproximadamente 7.700 años, formando la caldera que ahora contiene al Lago del Cráter. Después de la cataclísmica erupción que formó esta caldera, dejando un agujero de unos 4000 pies (1200 m) en lo profundo de estaba la montaña, una serie de erupciones más pequeñas durante los siguientes cientos de años formaron varios conos de ceniza en el fondo de la caldera. El más alto de estos conos, el único que se eleva por encima del nivel actual del lago, es la isla Wizard, que se eleva a más de 2700 pies (820 m) por encima del punto más bajo del fondo de la caldera y del punto más profundo del lago. 
Otro gran cono de ceniza, el cono Merriam, se encuentra en la parte noreste del lago. Aunque el cono Merriam se eleva unos 1400 pies (430 m) sobre el piso de la caldera, su cumbre todavía está 505 pies (153,9 m) por debajo del nivel medio del lago. Las características de su superficie y la falta de cráter indican que el cono Merriam se formó bajo el agua.

## Acceso

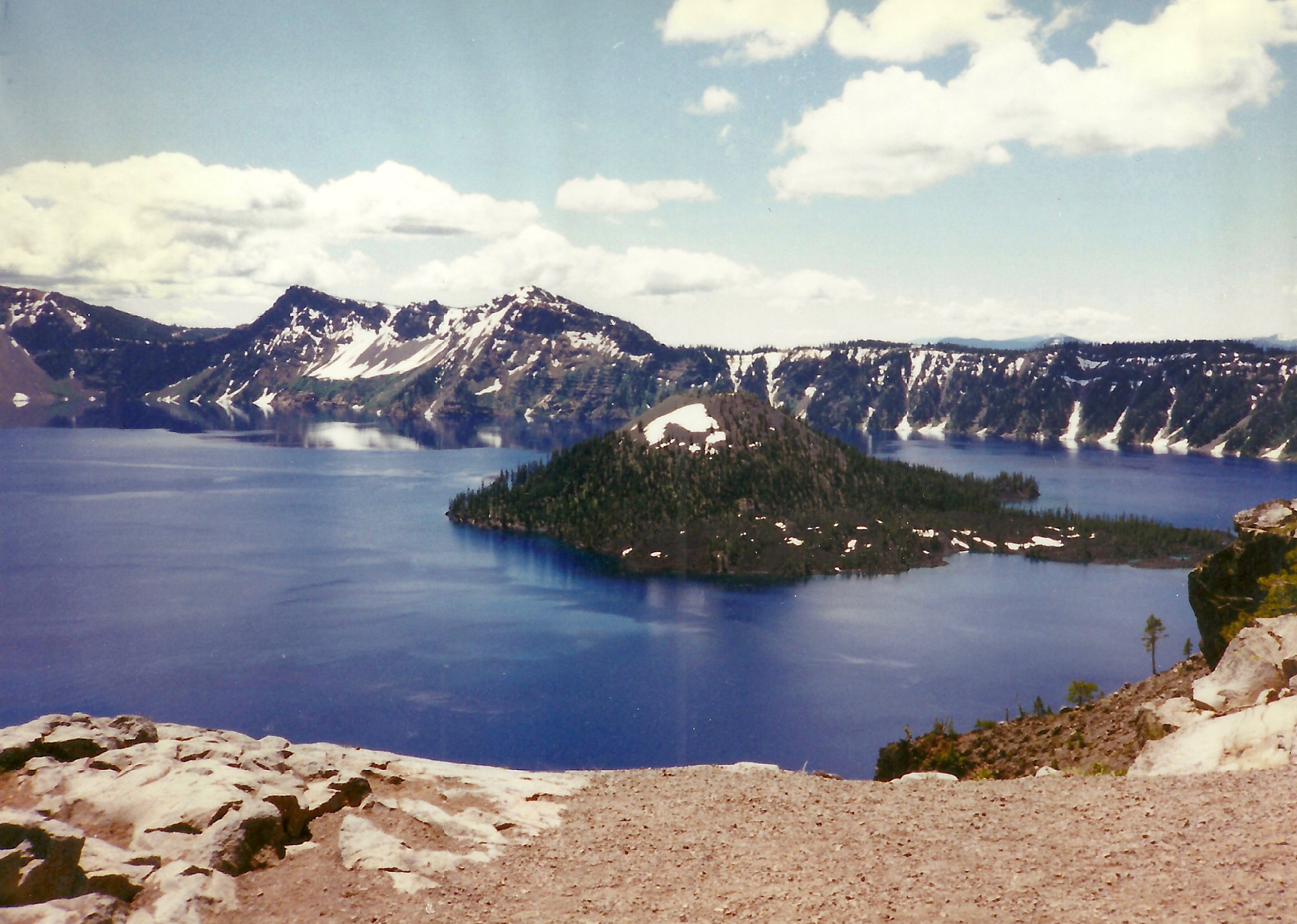
Lago del Cráter y la Isla Wizard en 1997.

El acceso público actual de la isla Wizard está disponible solo durante los meses de verano, cuando se realizan recorridos en barco por el lago. Los recorridos parten de Cleetwood Cove en el extremo norte del lago y rodean el lago en sentido antihorario, deteniéndose en un muelle en Governors Bay en el lado sur de Wizard Island. 
No se permite acampar durante la noche en la isla.
Hay dos rutas de senderismo disponibles en la isla Wizard, una de las cuales sube por los flancos del cono y rodea el cráter en la parte superior, mientras que la otra ruta serpentea desde el muelle hacia el extremo occidental de la isla. 

## Flora
La isla se compone de una ladera de ceniza inestable con crecimiento de vegetales que toleran ese tipo de superficie. Las principales especies incluyen Koenigia davisiae, Eriogonum pyrolifolium, y Eremogone aculeata var californica. La especie Pinus albicaulis (pino de corteza blanca) constituye más del 55% de la vegetación en el borde del cráter, aunque hay evidencias de estar perdiendo importancia a ese nivel de la isla. La especie Pinus contorta está invadiendo el área del cráter y puede lentamente reemplazar al pino de corteza blanca.
Otras especies características del borde del cráter incluyen el arbusto Holodiscus discolor llamado rocío oceánico y la pequeña planta herbácea Castilleja applegatei. Los bosques del cono inferior y de la vertiente norte son dominados por Abies magnifica (abeto rojo) y Tsuga mertensiana (cicuta de montaña). La presencia de más del 50% de los árboles siendo T. mertensiana, en comparación con el cono inferior refleja el microclima más fresco y húmedo en la vertiente norte.
Las especies de arbustos y hierbas abundantes en la vertiente norte incluyen Vaccinium membranaceum y la Luzula glabrata. En extremo inferior de la vertiente norte dominan la Arctostaphylos nevadensis y Orthilia secunda. La flora en las secciones del volcán donde se asienta el flujo de lava se limita en gran medida a las ranuras entre las crestas de lava donde mejoran las condiciones de humedad y suelo. La Tsuga mertensiana es la especie arbórea dominante en esta área del flujo de lava junto con Sambucus microbotrys y Cheilanthes gracillima. Esta vertiente norte de la isla es el lugar con mayor diversidad y densidad total de plantas herbáceas y arbustos, especialmente a nivel del cinturón circundante a una altitud de aproximadamente 1950 a 1980 metros (6397,6 a 6496,1 pies).
La flora vascular incluye más de 100 especies y variedades. La diversidad climática local y del sustrato y la moderación climática debido a los efectos del lago y el blindaje por la pared de la caldera permiten la supervivencia de los árboles por encima de su rango de elevación habitual. La invasión de árboles en el cono superior (particularmente de Tsuga mertensiana) se frena más por la inestabilidad de las pendientes que por la severidad climática. Las plantas que forman esteras, como Arctostaphylos nevadensis y Penstemon davidsonii, anclan el sustrato y sirven como viveros para las plántulas de árboles nacientes.